# Roth bei Rossel
Roth ist ein Ortsteil der Gemeinde Windeck im Rhein-Sieg-Kreis.

## Lage
Roth liegt in einem großen Waldgebiet im Bergischen Land in einer Höhe von 270 m an der Kreisstraße 55 zwischen Wilberhofen und Ruppichteroth. Einziger näherer Nachbarort ist Gutmannseichen im Westen. Bei Roth entspringt der Kaltbach.

## Geschichte
Roth gehört zum Kirchspiel Dattenfeld und zeitweise zur Gemeinde Dattenfeld.
1845 hatte der Ort 19 Einwohner in drei Häusern.
1888 hatte Roth 17 Bewohner in vier Häusern.

## Denkmal
Bei Roth 6 steht eine Stieleiche, die ein Naturdenkmal ist.